# Bräuhauskaserne

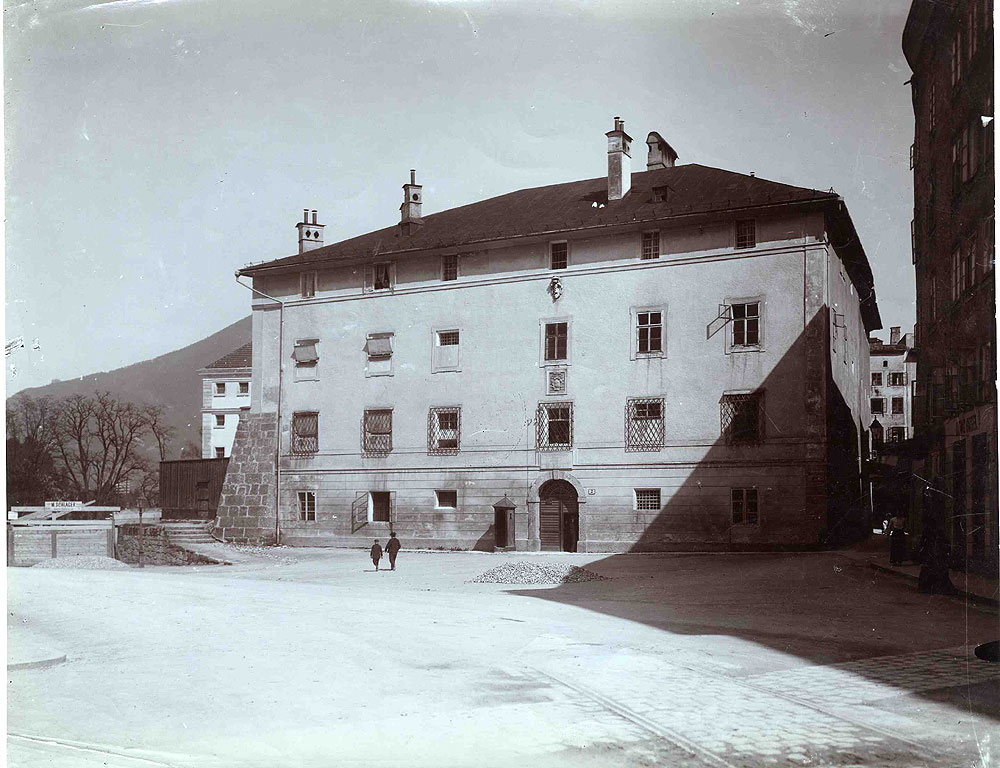
Fronfeste Stockhaus und zeitweilig Bräuhauskaserne

Die Bräuhauskaserne von Salzburg war als eine zeitweilige Nutzung in der Fronfeste Stockhaus am Kajetanerplatz untergebracht. 
Dieses Gebäude wurde vermutlich von Hans Elsenheimer, Stadtrichter und Bürgermeister von Salzburg, zur Lagerung von Bier für das von ihm gegründeten Hofbräu Kaltenhausen errichtet. 1496 verkaufte Hans Elsenheimer III. das Haus um 1500 Gulden an Fürsterzbischof Leonhard von Keutschach, der darin das Kalte Brauhaus am Kai einrichtete. 1562 begann Fürsterzbischof Johann Jakob Kuen von Belasy mit einem Umbau und das Gebäude diente seitdem im Wesentlichen als Gefängnis. Erweiterungsbauten fanden 1590 unter Fürsterzbischof Wolf Dietrich von Raitenau sowie 1648 unter Fürsterzbischof Paris von Lodron statt. Seit den Napoleonischen Kriegen wurde das Gebäude ab 1792 als Kaserne verwendet. 1812 wurde es unter König Maximilian von Bayern wieder in ein Gefängnis umgewandelt. 
Das Gebäude wurde 1906/07 für den Bau des Justizgebäudes Salzburg abgerissen.